# Enseignons.be
 (janvier 2021).
Enseignons.be est une ASBL active depuis 2004 dans le milieu enseignant. Elle gère notamment le site enseignons.be, un portail pédagogique pour les enseignants francophones ainsi qu'un ensemble de pages Facebook et groupes fermés.

## Historique

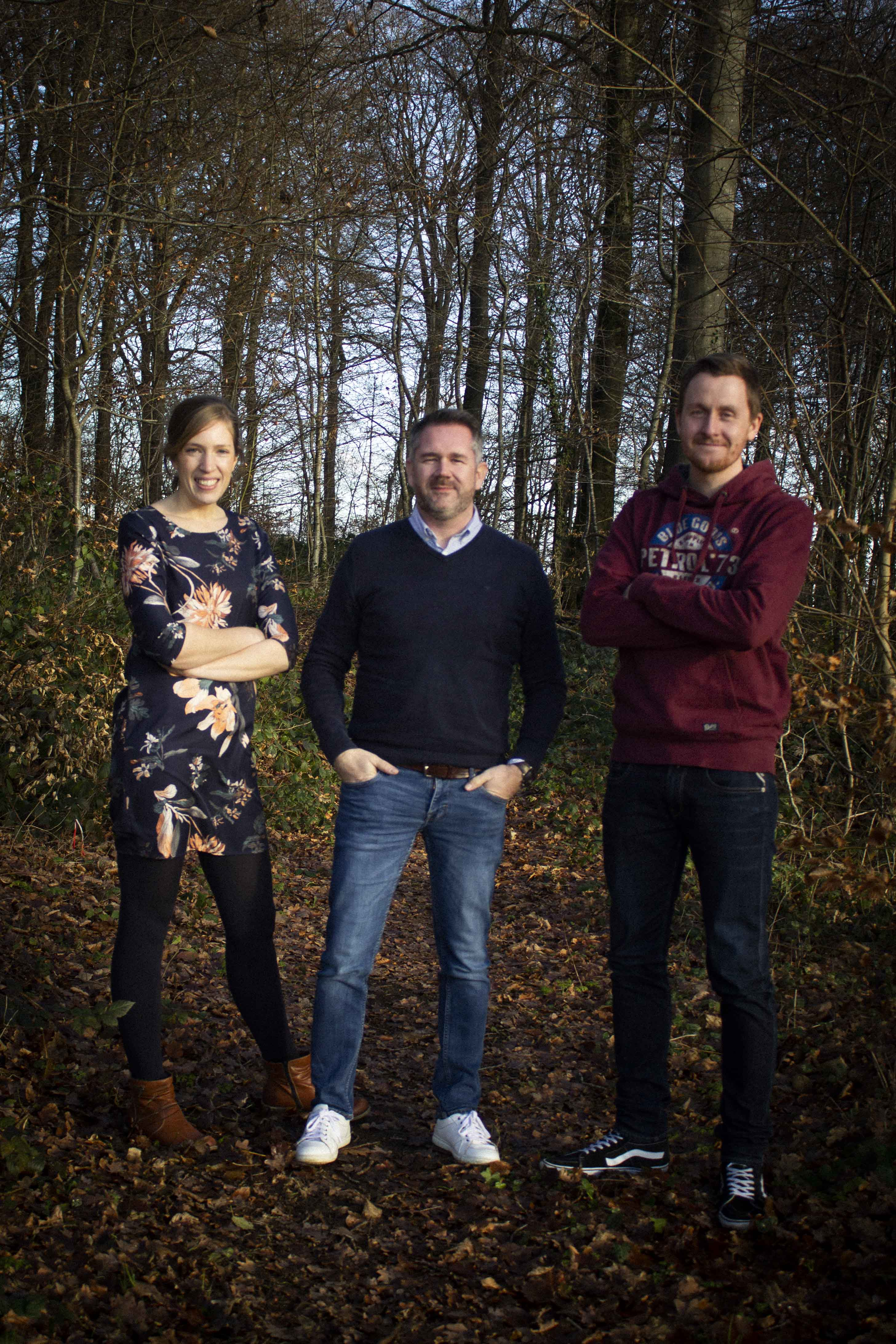
De gauche à droite : Elise, Gilles et Bérenger

Parti du constat qu'il était difficile, pour un jeune professeur (ou un stagiaire), de trouver des exemples de préparations de cours, un candidat à l'agrégation, Benjamin Nizet décide avec quatre amis de fonder le site. En août 2004, l'Association sans but lucratif est fondée. L'association contacte Libris Agora qui accepte de financer une campagne de communication.

## Fonctionnalités du site

### Documents pédagogiques
Ils sont répartis par niveau (fondamental et secondaire), par matières (dans le fondamental, également par compétence) et par année. Dans chaque partie on retrouve des préparations (ressources pédagogiques) propre à cette discipline. 

### Actualités
Il s'agit d'articles rédigés par un professionnel de l’enseignement qui décryptent l’actualité de l’enseignement.

## Organisation

### La communauté
Notre communauté est répartie sur notre plateforme web qui comptabilise de 2000 à 7000 visiteurs quotidiennement.
A cela, nous rajoutons notre grande communauté Facebook forte de 160.000 likes ainsi qu'une cinquantaine de groupes fermés à destination des professionnels de l'éducation.

### L'association
L'association enseignons.be a été créée en août 2004. 
L'association a pour but « d’améliorer la qualité de l’enseignement ». Elle peut par ailleurs dispenser des formations continuées, des conférences, pour favoriser l’utilisation des nouvelles technologies.
Enseignons.be est actuellement géré par une équipe composée de 3 membres répartie sur deux détachés pédagogiques. Depuis plusieurs années, l'ASBL reçoit de la Fédération Wallonie-Bruxelles un plan premier emploi apportant un soutien supplémentaire à la petite équipe.

### Le soutien scolaire
En septembre 2013, Enseignons.be a mis en place un projet de soutien scolaire dans les écoles en Wallonie et à Bruxelles. En 2017, l'association comptabilise 40 centres de soutien scolaire. Les cours se donnent par des enseignants sous forme de modules de deux heures hebdomadaires durant un trimestre renouvelable. 

## Liste des membres de l'association

### De 2004 à 2010
- Benjamin Nizet (Président)
- Olivier Alfieri (Trésorier)
- Vanessa Fantinel (Secrétaire)
- Françoise Houard
- Jonathan Fischbach
- Sébastien Truyens

### De 2010 à 2016
- Jonathan Fischbach (Président)
- Benjamin Nizet (Trésorier)
- Françoise Houard (Secrétaire)
- Sébastien Truyens
- Morgane Folon (arrivée en 2012)
- Bérenger Buchet (arrivée en 2010)
- Aurélie Monhovalle (arrivé en 2010)
- Laurent Merenne (arrivé en 2014)

### De 2016 2018
- Laurent Merenne (Président)
- Aurélie Monhonvalle (Secrétaire)
- Bérenger Buchet
- Jonathan Fischbach
- Mélanie Goussot
- Caroline Vanerwegen

### De 2018 à 2020
- Bérenger Buchet (Président)
- Cédric Mainil (Administrateur responsable du pôle Tribu-Tic)
- Gilles Déom (Administrateur)
- Elise Farinelle (Employée)
- Virginie Renard (Volontaire responsable de Dys-Tribu)

### De 2021 à aujourd'hui
- Bérenger Buchet (Administrateur)
- Gilles Déom (Administrateur)
- Elise Farinelle (Employée)
- Noémie Tribolet (Employée)